# روبیک هاکوبیان
روبیک کاراپتی هاکوبیان (ارمنی: Ռուբիկ Կարապետի Հակոբյան; زاده ۱۷ دسامبر ۱۹۵۵) یک سیاستمدار اهل ارمنستان است. وی نماینده دوره‌های اول، دوم و پنجم مجلس ملی جمهوری ارمنستان بوده‌است.

## زندگی‌نامه
در سال ۱۹۸۳ از دانشگاه دولتی سن پترزبورگ فارغ‌التحصیل شد.